# Chantal Schertz
Chantal Schertz (18 de julio de 1958) es una deportista francesa que compitió en natación. Ganó una medalla de bronce en el Campeonato Europeo de Natación de 1974, en la prueba de 4 × 100 m libre.

## Palmarés internacional
| Campeonato Europeo | Campeonato Europeo | Campeonato Europeo | Campeonato Europeo |
| Año                | Lugar              | Medalla            | Prueba             |
| ------------------ | ------------------ | ------------------ | ------------------ |
| 1974               | Viena (Austria)    | Medalla de bronce  | 4 × 100 m libre    |